# Begho
Begho est une ancienne ville située au Ghana, située dans la communauté qui lui succède : Hani.

## Histoire
On pense que Begho est habité du XIIIe siècle au XIXe siècle. Les histoires orales indiquent que les habitants se sont dispersés dans les communautés voisines au cours du XIXe siècle[réf. nécessaire].

## Archéologie
Des fouilles sont menées par l'Université du Ghana de 1970 à 1979, et une fouille conjointe est réalisée par l'UCLA et l'Université du Ghana en 1979. Il n'y a jamais eu d'enquête de surface approfondie, seuls des sites spécifiques sont fouillés.
Le lien étroit entre les populations Akan de la forêt et les Malinkés du Moyen Niger sont mis au jour lors des fouilles archéologiques.

### Présentation du site
Les fouilles dévoilent au moins 5 quartiers séparés dans toute la ville et un total de 1000 à 1500 monticules de maisons, conduisant à une estimation d'une plus grande population d'environ 7 000 à 10 000 personnes. Les quartiers se composent comme suit : le quartier Nyarko, le quartier Kramo, le quartier Dwinfor et le quartier du marché. Le quartier de Nyarko aurait été résidentiel pour la population Brong, tandis que le quartier de Kramo l'aurait été pour les musulmans parlant mange. 
L'éparpillement de poterie du site couvrait environ 13 000 hectares. Il est difficile d'identifier toutes les maisons effondrées dans la région, car la zone est couverte d'herbe à éléphant épaisse pouvant atteindre 3 m de haut et les villageois Hani utilisent la terre des maisons effondrées pour les murs des nouvelles maisons.

### Architecture
Les maisons ont tendance à être construites autour d'une cour avec des pièces ne dépassant pas 3 m sur 4 m, et les étages sont installés plus haut que la cour d'environ 15 à 25 m. Les maisons ont tendance à avoir des citernes, généralement de 1 m de large et 2 m de profondeur. Les cours sont probablement les sites d'activités telles que le décorticage des noix et la cuisine, car d'éventuelles pierres de foyer sont trouvées à ces endroits.

### Textiles et perles
Des fusaïoles sont trouvées dans chacun des quartiers, et en particulier le quartier Brong. De plus, des puits de teinture sont identifiés dans le quartier de Kramo. Les textiles sont probablement importants à Begho. Les sources arabes notent que Begho est bien connu pour ses textiles.[réf. nécessaire]

### Métallurgie
Il existe des preuves à la fois du travail du fer et du travail du laiton à Begho. Les deux sont antérieurs à Begho lui-même. Une zone de fusion de fer distincte est découverte 4,2 km au nord-ouest de Begho. Le travail du fer n'y a probablement eu lieu qu'entre le XVe siècle et le XVIIe siècle, car le fer pouvait éventuellement être importé de réseaux commerciaux plus importants. La forge, cependant, a eu lieu à Begho même. Des scories sont trouvées dans chacun des quartiers. Le fer est forgé en pointes de flèches, couteaux, anneaux, clous, lames de houe et éperons.
Le travail du laiton est basé dans le quartier de Dwinfuor, car il y a de nombreux creusets en argile avec des signatures en laiton. Le laiton est forgé en bagues, boucles d'oreilles, bracelets, jambettes et autres bijoux. De plus, des poids en laiton sont trouvés qui suivent le système de poids islamique.

### Agriculture
La population de Begho a grandement profité des ressources naturelles entourant la ville. Les ignames sont cultivées dans des fermes à l'extérieur de la ville, comme en témoignent les éparpillements de poteries à des kilomètres à l'extérieur de la ville. Il est probable que des carottes et des oignons aient été consommés à Begho, mais on ne sait pas si des mangues, des niébés et des gombos sont consommés ou non. De plus, il y a probablement des cultures céréalières (sorgho ou mil) car des meules cassées sont trouvées. Grâce à une connaissance persistante de jusqu'à 500 plantes locales dans la région par les habitants modernes, on peut émettre l'hypothèse que la population de Begho est au courant des plantes pour une variété d'utilisations,.
En ce qui concerne les animaux, la population de Begho consommait à la fois des gros et des petits animaux. De nombreux petits animaux, tels que les thryonomys swinderianus et les oiseaux, sont piégés, fumés et séchés. Les mâchoires des faucheuses se trouvaient dans presque tous les quartiers de Begho (à l'exception du Kramo et des quartiers du marché). Les vaches sont probablement le bétail le plus mangé, mais les moutons et les chèvres sont également présents. Les os de vache sont les plus courants à trouver, ainsi que des os de mouton, de chèvre, de rat et d'antilope.

### Commerce
Il n'y a aucun signe d'un mur de la ville découvert, suggérant que Begho a un commerce plus libre que les autres villes et est plus pacifique. Le laiton est probablement importé, car les creusets de Dwinfuor contenaient du laiton de différentes sources.